# SN 1980Q
SN 1980Q – supernowa odkryta 20 marca 1980 roku w galaktyce A150121+0145. W momencie odkrycia miała maksymalną jasność 19,00m.